# Нимал, Бабу
Бабурао Нарасаппа (Бабу) Нимал (англ. Baburao Narasappa (Baboo) Nimal; 15 марта 1908, Кхадки, Британская Индия — 21 февраля 1998) — индийский хоккеист на траве, защитник. Олимпийский чемпион 1936 года.

## Биография
Бабу Нимал родился 15 марта 1908 года в городе Кхадки в Британской Индии (сейчас в Индии).
Играл в хоккей на траве за Бомбей.
В 1936 году вошёл в состав сборной Индии по хоккею на траве на летних Олимпийских играх в Берлине и завоевал золотую медаль. Играл на позиции защитника, провёл 3 матча, мячей не забивал.
В 1962 году в 54-летнем возрасте завоевал серебряную медаль хоккейного турнира летних Азиатских игр в Джакарте.
Умер 21 февраля 1998 года.